# Línea Ronda CUR-Sur (Rosario)
Ronda CUR-Sur es una línea de transporte urbano de pasajeros de la ciudad de Rosario, Argentina. El servicio está actualmente operado por la empresa Movi.
Hasta el 31 de diciembre de 2018, era operado por la Empresa Mixta de Transporte de Rosario.
La línea recorre los barrios de zona sur Las Delicias, Dorrego, Tiro Suizo, Las Heras, Nuestra Señora de la Guardia, Domingo Matheu, Tablada y Barrio Hospitales, uniéndolos con la "Siberia", que es así como se llama a la Ciudad Universitaria de Rosario.
Su baja frecuencia y la poco común denominación que lleva en cartelera, han provocado controversias en la opinión pública.

## Recorrido

### Paradas
Av. Ov. Lagos & Battle Y Ordóñez, Av. Manuel Arijón X Ovidio Lagos, Av. José De San Martín X Av. Manuel Arijón, Teodoro Sánchez De Bustamante X Av. José De San Martín, Bulevar Seguí X Av. José De San Martín, Virasoro X Av. José De San Martín, 27 de Febrero X Primera Junta, Maipú, 2101 y Roberto Bazán X Beruti
 Lunes - viernes, 06:00 - 22:00 servicio diurno.